# Liste der Baudenkmale in Wahrenholz
In der Liste der Baudenkmale in Wahrenholz sind alle Baudenkmale der niedersächsischen Gemeinde Wahrenholz aufgelistet. Die Quelle der Baudenkmale ist der Denkmalatlas Niedersachsen. Der Stand der Liste ist der 17. April 2021.

## Allgemein
In den Spalten befinden sich folgende Informationen:
- Lage: die Adresse des Baudenkmales und die geographischen Koordinaten. Kartenansicht, um Koordinaten zu setzen. In der Kartenansicht sind Baudenkmale ohne Koordinaten mit einem roten Marker dargestellt und können in der Karte gesetzt werden. Baudenkmale ohne Bild sind mit einem blauen Marker gekennzeichnet, Baudenkmale mit Bild mit einem grünen Marker.
- Bezeichnung: Bezeichnung des Baudenkmales
- Beschreibung: die Beschreibung des Baudenkmales. Unter § 3 Abs. 2 NDSchG werden Einzeldenkmale und unter § 3 Abs. 3 NDSchG Gruppen baulicher Anlagen und deren Bestandteile ausgewiesen.
- ID: die Objekt-ID des Baudenkmales
- Bild: ein Bild des Baudenkmales, ggf. zusätzlich mit einem Link zu weiteren Fotos des Baudenkmals im Medienarchiv Wikimedia Commons. Wenn man auf das Kamerasymbol klickt, können Fotos zu Baudenkmalen aus dieser Liste hochgeladen werden:

## Wahrenholz

### Gruppe: Betzhorner Straße 1
Die Gruppe hat die ID 33921131. Kleine einheitliche Hofanlage mit Fachwerkbauten: Vierständer–Hallenhaus, Stall und Scheune.

| Lage                                            | Bezeichnung               | Beschreibung | ID       | Bild |
| ----------------------------------------------- | ------------------------- | --- | -------- | ---- |
| Betzhorner Straße 1 52° 36′ 59″ N, 10° 36′ 5″ O | Wohn-/ Wirtschaftsgebäude | Vierständer–Hallenhaus unter Halbwalmdach in Ziegelpfannendeckung. Auf östlicher Giebelseite Dielentor sowie Ladeluke im DG. | 33942512 | BW   |
| 52° 36′ 59″ N, 10° 36′ 5″ O                     | Scheune                   | Fachwerkbau mit Ziegelausfachung unter Satteldach in Ziegelpfannendeckung. EG teilmassiv ersetzt, Giebelseiten holzverschalt. | 33942558 | BW   |
| 52° 36′ 58″ N, 10° 36′ 6″ O                     | Stall                     | Fachwerkbau mit Drempel unter Satteldach in Ziegelpfannendeckung. EG teilmassiv mit Stalltüren in Segmentbogenform im zurückgezogenen Gebäudeteil, Rest des Gebäudes in Fachwerk mit Ziegelausfachung. Im Drempelgeschoss mit durchlaufender Gebäudeflucht sowie Wirtschaftsluken, östliches Giebelfeld in Holzschalung. | 33942534 | BW   |

### Gruppe: Wassermühle Hauptstraße
Die Gruppe hat die ID 33921147. Mühlenanlage mit Wohnhaus und Mühlengebäude von um 1920, am Wasserlauf der Ise mit Wehr.

| Lage                                          | Bezeichnung   | Beschreibung | ID       | Bild |
| --------------------------------------------- | ------------- | --- | -------- | ---- |
| Hauptstraße 66 52° 36′ 56″ N, 10° 36′ 23″ O   | Wohnhaus      | Zweigeschossiger Ziegelbau unter Krüppelwalmdach in Ziegeldeckung, giebelseitig zur Straße ausgerichtet. Achsenmittiger Eingang auf westlicher Traufseite. | 33942806 | BW   |
| Hauptstraße 66 52° 36′ 56″ N, 10° 36′ 23″ O   | Mühlengebäude | Dreieinhalbgeschossiger Ziegelbau unter Walmdach in Ziegelpfannendeckung. Obere Geschosse von Holzbohlen verblendet. Untere Geschosse durch Vordach überfangen, Zugang durch spätere Eisentreppe, leicht außermittige übereinanderliegende Ladeluken/Holztüren. Zur östlichen Fassadenseite hölzerne Mühlenrad unter Pultdach. Turbinenantrieb und Einrichtung erhalten. | 33942830 | BW   |
| Wasserlauf „Ise“ 52° 36′ 57″ N, 10° 36′ 24″ O | Wehr          | Wehr für die Mühle Wahrenholz. | 33943037 | BW   |
| Wasserlauf „Ise“ 52° 36′ 58″ N, 10° 36′ 23″ O | Fließgewässer | Fließgewässer der Ilse mit flankierender Pappelallee. | 33942992 | BW   |

### Gruppe: Försterweg 6
Die Gruppe hat die ID 33921197.

| Lage                                      | Bezeichnung               | Beschreibung | ID       | Bild |
| ----------------------------------------- | ------------------------- | --- | -------- | ---- |
| Försterweg 6 52° 36′ 49″ N, 10° 36′ 10″ O | Scheune                   | Vierständer–Hallenbau unter Halbwalmdach in Ziegelpfannendeckung. Fachwerkgefüge mit Ziegelausfachung mit südlichen Quereinfahrten, Gebäude wurde zur Bäckerei und Café umgenutzt. Teil des alten Ortskerns.                                                  | 33942655 | BW   |
| Försterweg 6 52° 36′ 48″ N, 10° 36′ 10″ O | Wohn-/ Wirtschaftsgebäude | Vierständer–Hallenhaus unter Satteldach in Ziegelpfannendeckung. Symmetrisches Fachwerkgefüge mit teils Ziegelausfachung. EG teilmassiv erneuert, Gebäude zu Gewerbezwecken umgenutzt. Im nördlichen Tor- und Schwellbalken Inschriften mit Datierung „1826“. | 33942631 | BW   |

### Einzelbaudenkmale
| Lage                                                           | Bezeichnung                | Beschreibung | ID       | Bild           |
| -------------------------------------------------------------- | -------------------------- | --- | -------- | -------------- |
| Hauptstraße 52° 36′ 56″ N, 10° 36′ 17″ O                       | St. Nicolai und Catharinen | Rechteckiger Saalbau unter Satteldach in Ziegelpfannendeckung, mit eingezogener halbrunder Apsis unter Kupferdach, sowie eingezogenem Westturm. Saal und Apsis in verputzen Feldsteinmauerwerk und sprossengeteilten und in Sandstein gefassten Rundbogenfenstern, 1824 errichtet. Westturm auf mittelalterlichen Unterbau errichtet, untere zwei Geschosse verputzt, zwei Geschosse in Ziegelsichtmauerwerk mit gekuppelten Spitzbogenfenstern sowie Turmuhr, bekrönt von ausgekehltem Dachhelm in englischem Stil. Hauptschiff durch hölzerne Emporenstützen unterteilt und mit hölzernem Tonnengewölbe, Kanzelaltar von 1903–04 mit Bildern nach Julius Schnorr von Carolsfeld. | 33942703 | Weitere Bilder |
| L 286, Wl Fischergraben, km 15,828 52° 37′ 2″ N, 10° 36′ 31″ O | Brücke                     | Rahmenbrücke aus Stahlbeton in Schaltechnik ausgeführt. Brüstungselemente mit Profil, Rahmenstiele von Treppen flankiert. Brücke überspannt den Fischergraben. | 33942903 | BW             |
| Im Katzenhagen 6 52° 36′ 52″ N, 10° 36′ 14″ O                  | Scheune                    | | 33942854 | BW             |

## Betzhorn

### Einzelbaudenkmale
| Lage                                           | Bezeichnung | Beschreibung | ID       | Bild |
| ---------------------------------------------- | ----------- | ------------ | -------- | ---- |
| Schmiedestraße 19 52° 37′ 35″ N, 10° 35′ 28″ O | Wohnhaus    |              | 33942416 | BW   |